# Kossuth Lajos tér

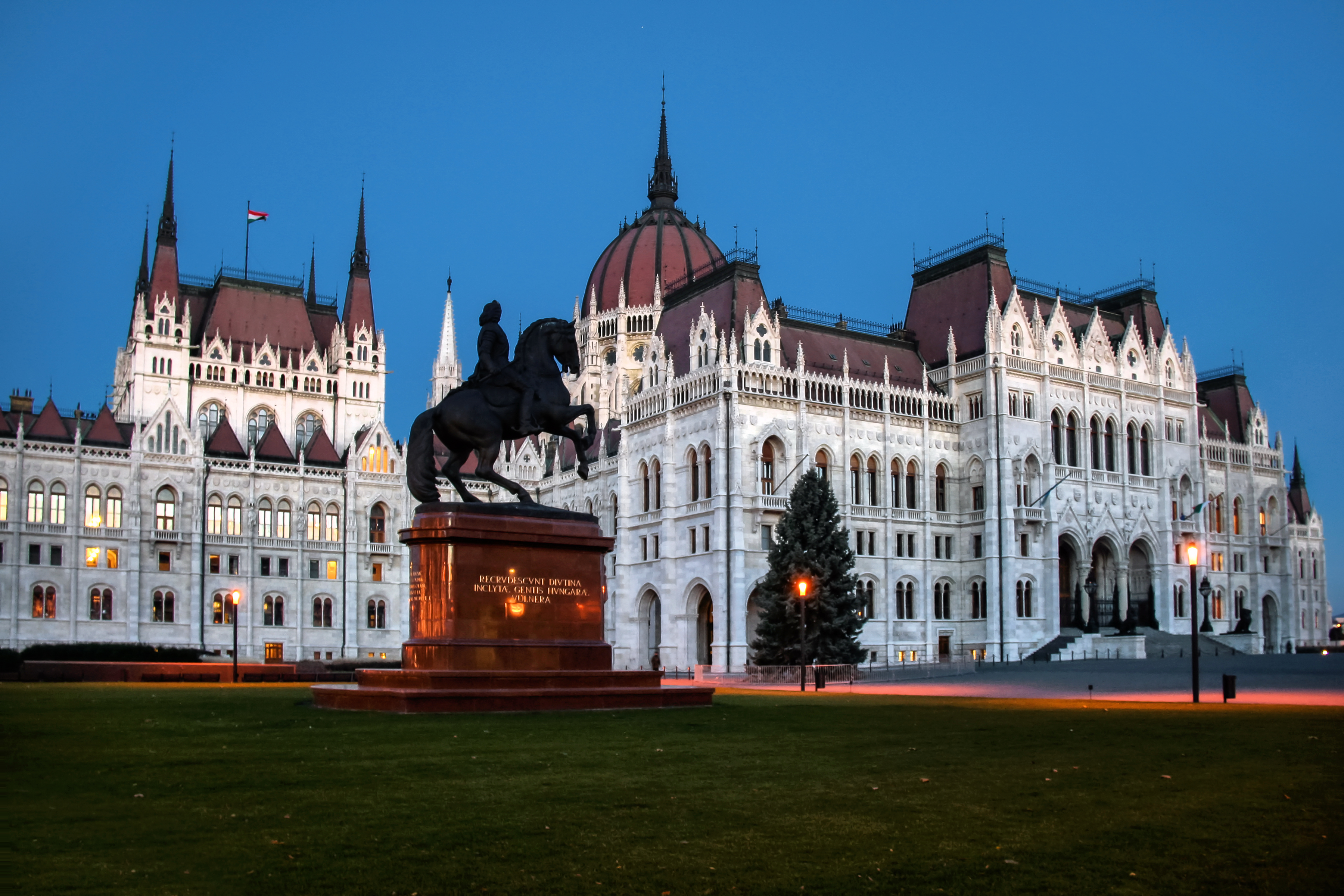
Kossuth Lajos tér

Kossuth Lajos tér je náměstí v centru Budapešti, pojmenované po maďarském národním hrdinovi Lajosi Kossuthovi. Jeho nejvýznamnější dominantou je budova parlamentu (Országház). Pod náměstím vede linka metra M2 a také zde jezdí tramvajová linka číslo 2, která vede po pravém břehu Dunaje. Mezi lety 1898 a 1927 neslo název Országház tér (Parlamentní náměstí). Na náměstí je pěší zóna a zčásti ho pokrývají zatravněné plochy. V jeho jižní části se nachází podzemní památník obětem maďarského povstání v roce 1956.